# Повіт Юкі

Розташування повіту Юкі у префектурі Ібаракі

Пові́т Ю́кі (яп. 結城郡, ゆうきぐん, МФА: [juːkʲi guɴ]) — повіт у префектурі Ібаракі, Японія.